# Мёллендорф, Вихард Иоахим Генрих фон
Вихард Иоахим Генрих фон Мёллендорф (нем. Wichard Joachim Heinrich von Möllendorf; 7 января 1724, Линденберг — 28 января 1816, Хафельберг) — прусский генерал-фельдмаршал (1793), губернатор Берлина, главнокомандующий прусской армией.

## Биография
Родился 7 января 1724 года в Линденберге (ныне — в составе города Виттенберге). Начал службу в 1740 году пажом при Фридрихе Великом и находился при нём в сражениях при Мольвице и Хотузице.
Произведённый в 1743 году в прапорщики и назначенный затем флигель-адъютантом короля, Мёллендорф участвовал во Второй Силезской и Семилетней войнах. За храбрость в сражениях при Росбахе и Лейтене награждён орденом «Pour le Mérite». За отличие в сражении при Гохкирхе Меллендорф был назначен командиром гвардейского батальона, а с 1760 года — гвардейского полка. 3 ноября 1760 года в сражении при Торгау Мёллендорф атаковал Сиптицерские высоты и был взят в плен, освобождён в ходе размена пленными в начале 1761 года. В 1762 году, командуя бригадой, полковник Мёллендорф взял приступом укреплённую позицию в битве при Буркерсдорфе, за что был произведён в генерал-майоры.
В 1774 году он получил чин генерал-лейтенанта. Во время войны за баварское наследство Мёллендорф командовал 5-м корпусом в армии принца Генриха и удачно провёл экспедицию к Бауцену. После заключения мира занимал пост командующего в Потсдаме, шефа пехотного полка, инспектора пехоты в Померании и Берлине. 11 декабря 1782 года назначен губернатором Берлина и командующим всеми войсками столичного гарнизона. При воцарении Фридриха Вильгельма II произведён в генералы от инфантерии.
В 1791 году Мёллендорф впал в немилость, но уже в следующем году, с началом возмущений в Польше, был назначен командующим войсками, расположенными на польской границе.
В 1792—1795 годах участвовал в войне с Францией. 17 августа 1793 года произведён в генерал-фельдмаршалы. 31 января 1794 года назначен вместо герцога Брауншвейгского командующим Рейнской армией. 23 мая разбил французов в сражении при Кайзерслаутерне. Однако уже 13 июля потерпел поражение при Трипштадте и 20 сентября вынужден был отступить за Рейн. 5 апреля 1795 года подписал Базельский мирный договор, по которому Пруссия признала переход к Франции левого берега Рейна.
В 1799—1800 годах адъютантом Мёллендорфа был Карл фон Гаке.
В кампанию 1806 года стал главным советником прусского короля Фридриха Вильгельма III и фактически главнокомандующим, хотя здоровье уже не позволяло ему активно участвовать в командовании войсками. Оказывал огромное влияние на планирование операций. Будучи приверженцем тактики Фридриха Великого, выступал против нововведений в прусской армии. Во многом на нём лежит вина за разгром прусской армии в битве при Ауэрштедте, в которой Мёллендорф был тяжело ранен. При капитуляции Эрфурта взят в плен. Наполеон отпустил его.
После этого Мёллендорф оставил военную службу. Скончался 28 января 1816 года в Хафельберге.

## Награды
- Орден Чёрного орла (16 февраля 1779, королевство Пруссия)[1]
- Орден Красного орла (1792, как кавалер ордена Чёрного орла, королевство Пруссия)
- Орден Почётного легиона большой крест (23 марта 1805, Французская империя)[2][3][4]
- Орден Святого Андрея Первозванного (23 октября 1805, Российская империя)[5]
- Орден Святого Александра Невского (23 октября 1805, Российская империя)
- Орден Святой Анны 1-й степени (23 октября 1805, Российская империя)[6].

## Наследники
В 1801 году бездетный и неженатый фон Мёллендорф усыновил своего внучатого племянника лейтенанта Фридриха Вильгельма фон Бонин (1782—1813; von Bonin), который получил право присоединить к своей фамилии фамилию приёмного отца. После гибели капитана фон Бонин-Мёллендорфа фельдмаршал усыновил трёх его племянников (своих правнучатых племянников) — Гуго (1806—1865), Оттокара (1811—1867) и Арнольда (1813—1888) фон Виламовиц (von Wilamowitz). В 1815 году мальчики получили королевское разрешение носить двойную фамилию фон Виламовиц-Мёллендорф (von Wilamowitz-Moellendorff).
Среди детей Арнольда фон Виламовиц-Мёллендорфа были Обер-президент Провинции Позен (1890—1899) барон Гуго и филолог-классик Ульрих.